# Armas de destrucción masiva en Irak
Este artículo se refiere al uso a lo largo de la historia de Irak, a la posesión así como al supuesto desarrollo e intención de adquirir diferentes tipos de armas de destrucción masiva por parte del gobierno iraquí durante la presidencia de Sadam Huseín. También hace referencia al argumento principal utilizado por el Trío de las Azores para justificar la invasión de Irak y la posterior guerra de Irak de 2003.

## 1980. Armas químicas utilizadas por Sadam Huseín contra los kurdos
En 1980 Sadam Huseín fue internacionalmente conocido por el uso de armas de destrucción masiva contra civiles kurdos durante y después de la guerra con Irán. Asimismo, durante la década de 1980 Huseín llevó a cabo un extenso programa de armas de destrucción masiva.

## 1990. Destrucción de arsenales y retirada de observadores en 1998
La Comisión Especial de las Naciones Unidas encargada de inspeccionar al régimen iraquí localizó y destruyó grandes cantidades de armas de destrucción masiva a inicios de la década de 1990, con grados variables de cooperación y obstrucción iraquí. Washington retiró a los inspectores en 1998, resultando en la Operación Desert Fox, cuyo objetivo oficial era «rebajar» y no eliminar el potencial de Irak de fabricar y usar armas de destrucción masiva.

## 2003. Campaña de propaganda sobre las armas de destrucción masiva en Irak

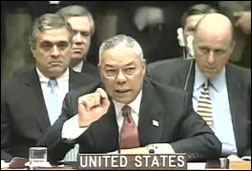
En esta imagen se ve a Colin Powell, ex secretario de Estado de Estados Unidos, muestra una botella que contiene una muestra de supuestas armas químicas iraquíes ante el Consejo de Seguridad de la ONU en sus audiencias sobre la guerra de Irak, 5 de febrero de 2003.

Los Estados Unidos y el Reino Unido aseveraron que Sadam Huseín todavía poseía grandes reservas escondidas de armas de destrucción masiva en 2003 y que estaba procurando conseguir y producir más de manera clandestina. Las inspecciones por parte de las Naciones Unidas habían comenzado nuevamente en noviembre de 2002 y se desarrollaron hasta marzo de 2003, pero no se presentó ninguna evidencia de armas de destrucción masiva reales cuando los Estados Unidos y la ``coalición de la voluntad´´ invadieron Irak y derrocaron a Sadam Huseín en marzo de 2003. Al final Irak en pleno 2003 no tenía armas de destrucción masiva y que todo era un inmenso plan de EE. UU. promovido por los neoconservadores e influenciado por el Lobby Israelí. Esta campaña fue principalmente apoyada en el campo de batalla por Reino Unido. 

### Invasión, guerra e inexistencia de las armas de destrucción masiva en Irak
Surgió una gran controversia cuando no se encontraron reservas de armas de destrucción masiva, situación que llevó a acusaciones de que Estados Unidos y, en particular, su presidente George W. Bush habían inflado deliberadamente informes de inteligencia y habían mentido sobre las armas de Irak para justificar una invasión del país. El Center for Public Integrity afirmó que el gobierno del presidente Bush hizo un total de 935 declaraciones falsas entre 2001 y 2003 sobre la supuesta amenaza de Irak a Estados Unidos. Si bien han sido hallados diversos restos inertes de armas de destrucción masiva y componentes de armas de los años 1980 y 1990, la mayoría de los inspectores cree ahora que el programa de armas químicas de Irak paró su producción después de la década de los 90.

## Antecedentes e historia de las armas químicas en Irak

### 1919. Primer uso de armas químicas en Irak por la Real Fuerza Aérea británica
El primer uso de armas químicas en Irak fue en 1919, cuando la Real Fuerza Aérea británica lanzó gas mostaza vesicante. Winston Churchill, Secretario de Estado para la guerra y el aire, sugirió que la RAF usó «gas venenoso» el año siguiente durante una gran revuelta allí.

### Desarrollo del programa (años 1960 - años 1980)
1959 - 17 de agosto: La URSS e Irak firman un acuerdo para construir una estación de energía atómica.
1968: Cerca de Bagdad, se construyó un reactor de investigación IRT-2000 soviético junto con una serie de otras instalaciones que podían ser usadas para la producción de radioisótopos.
1975: Sadam Huseín llegó a Moscú en abril y solicitó la construcción de un modelo avanzado de una estación de energía atómica. La Unión Soviética aprobó la construcción, pero con la condición que la estación sea regulada por el Organismo Internacional de Energía Atómica, a lo que Irak se negó. Luego de tan sólo 6 meses, Francia acordó vender 72 kg de 93 % de uranio y construir la estación de energía atómica esta vez efectivamente sin control del Organismo Internacional de Energía Atómica a un precio de 3 mil millones de dólares.
A inicios de la década de 1970, Sadam Huseín ordenó la creación de un programa clandestino para fabricar una bomba atómica. Los programas de armas de destrucción masiva de Irak fueron asistidos por una amplia variedad de compañías y gobiernos en los años 1970 y 1980.
Como parte del Proyecto 922, firmas alemanas tales como Karl Kobe ayudaron a construir instalaciones para armas químicas en Irak, tales como laboratorios, búnkeres, edificios administrativos y de producción a inicios de la década de 1980 encubierto como una fábrica de pesticidas. Otras compañías alemanas enviaron 1.027 toneladas de precursores del gas mostaza, gas sarín, tabun y gases lacrimógenos. Este trabajo hizo posible que Irak produjera 150 toneladas de agente mostaza y 60 toneladas de tabun en 1983 y 1984 respectivamente, continuando con su producción a lo largo de la década. Otras cinco compañías alemanas abastecieron de equipos para producir toxina botulínica y micotoxina para la guerra bacteriológica. En 1988, ingenieros alemanes presentaron información sobre centrífugas que ayudó a Irak a expandir su programa de armas nucleares. El equipamiento de laboratorio y otra información fue también proveída por los ingenieros alemanes. Así, el 52 % del equipo de armas químicas internacional de Irak tenía origen alemán. El Establecimiento estatal para la producción de pesticidas iraquí solicitó incubadoras del Intercambio de ingeniería hídrica alemana.
Francia construyó el reactor nuclear Osirak de Irak a fines de la década de 1970. Israel afirmó que Irak se estaba acercando a la construcción de armas nucleares, y la destruyó con éxito los reactores en 1981. Más tarde, una empresa francesa construyó una llave en mano fábrica que ayudó a producir combustible nuclear. Francia también proporcionó reactores, tanques, recipientes y columnas revestidos de vidrio utilizados para la producción de armas químicas. Alrededor del 21% del equipo internacional de armas químicas de Irak era francés. Las cepas de material biológico de doble uso también ayudaron a avanzar en el programa de guerra biológica de Irak.
Italia le dio a Irak instalaciones de extracción de plutonio que impulsaron el programa de armas nucleares de Irak. También procedían de Italia 75.000 proyectiles y cohetes diseñados para el uso de armas químicas. Entre 1979 y 1982, Italia entregó uranio empobrecido, natural y poco enriquecido. Las empresas suizas ayudaron en el desarrollo de armas nucleares de Irak en forma de prensas especializadas, fresadoras, rectificadoras, máquinas de descarga eléctrica y equipos para procesar uranio a grado de arma nuclear.
Brasil ayudó en secreto al programa de armas nucleares iraquí mediante el suministro de dióxido de uranio natural entre 1981 y 1982 sin notificar al OIEA. Cerca de 100 toneladas de gas mostaza también provinieron de Brasil.
Estados Unidos exportó 500 millones de dólares de exportaciones de doble uso a Irak que fueron aprobadas por el departamento de Comercio. Entre ellos había computadoras avanzadas, algunas de las cuales se usaron en el programa nuclear de Irak. La Colección estadounidense de cultivos tipo sin fines de lucro y los Centros para el Control de Enfermedades vendieron o enviaron muestras biológicas a Irak bajo Sadam Huseín hasta 1989, que Irak afirmó que necesitaba para la investigación médica. Estos materiales incluían carbunco, virus del Nilo Occidental y botulismo, así como Brucella melitensis, que daña los órganos principales, y clostridium perfringens, que causa gangrena gaseosa. . Algunos de estos materiales se utilizaron para el programa de investigación de armas biológicas de Irak, mientras que otros se utilizaron para el desarrollo de vacunas..
Reino Unido pagó por una fábrica de cloro que estaba destinada a ser utilizada para fabricar gas mostaza.18 El gobierno otorgó en secreto a la empresa de armas Matrix Churchill permiso para suministrar piezas para el supercañón iraquí, lo que precipitó el asunto Arms-to-Irak cuando se convirtió en conocido.
Muchos otros países también contribuyeron. Dado que el programa nuclear de Irak a principios de la década de 1980 fue visto oficialmente internacionalmente como una producción de energía, no de armas, no hubo prohibiciones de la ONU en su contra. Una empresa austriaca entregó calutrones a Irak para enriquecer uranio. La nación también proporcionó intercambiadores de calor, tanques, condensadores y columnas para la infraestructura de armas químicas iraquí, el 16% de las ventas internacionales:
- Singapur entregó 4.515 toneladas de precursores de gas VX, sarín, tabún y mostaza a Irak.
- Países Bajos entregaron a Irak 4.261 toneladas de precursores de sarín, tabún, mostaza y gases lacrimógenos.
- Egipto entregó 2.400 toneladas de precursores de tabún y sarín a Irak y 28.500 toneladas de armas diseñadas para transportar municiones químicas.
- India entregó 2.343 toneladas de precursores de los gases VX, tabún, sarín y mostaza.
- Luxemburgo entregó a Irak 650 toneladas de precursores de gas mostaza.
- España entregó a Irak 57.500 municiones diseñadas para portar armas químicas. Además, proporcionó reactores, condensadores, columnas y tanques para el programa de guerra química de Irak, el 4,4% de las ventas internacionales.
- China proporcionó 45.000 municiones diseñadas para la guerra química.
- Portugal proporcionó torta amarilla entre 1980 y 1982.
- Níger proporcionó torta amarilla en 1981.[18][19]

## Conclusión
Irak en el 2003, en el momento de la invasión de EE. UU. no tenía armas de destrucción masiva, pero desde los 60 hasta los 80 Irak tuvo posibilidades de tener armas nucleares y armas químicas, estas posibilidades fueron financiadas, en su mayoría, por estados occidentales como Inglaterra o Francia.